# Over (песня Блейка Шелтона)
Over — песня американского кантри-певца Блейка Шелтона с его 6-го студийного альбома Red River Blue, вышедшая отдельным синглом в мае 2012 года на лейбле Reprise Records. Песня была написана Полом Дженкинсом (Paul Jenkins) и Дэвидом Эллиотом Джонсоном (David Elliott Johnson).
Песня «Over» стала четвёртым и последним синглом с альбома, достигла № 1 в кантри-чарте Billboard Hot Country Songs (12-й раз в его карьере) и была номинирована на премию Грэмми в категории Лучшее сольное кантри-исполнение на 55-й церемонии 10 февраля 2013 года (но уступила приз песне «Blown Away» певицы Кэрри Андервуд).

## История
19 мая 2012 года сингл «Over» дебютировал на № 53 в американском чарте Billboard Hot Country Songs, где в итоге 1 сентября 2012 года достиг первого места, став 12-м для Шелтона чарттоппером в этом хит-параде, четвёртым подряд с диска Red River Blue вслед за синглами «Honey Bee» (4 недели на № 1), «God Gave Me You» (3 недели) и «Drink On It» (2 недели). Режиссёром музыкального видео стал Роман Уайт, а его премьера прошла 15 июня 2012 года.
Сингл получил умеренные отзывы, например, от таких изданий, как Taste of Country, Roughstock, Country Universe.

## Чарты

### Еженедельные хит-парады
| Чарт (2012)                         | Высшая позиция |
| ----------------------------------- | -------------- |
| Канада (Billboard Canadian Hot 100) | 59             |
| США (Billboard Hot 100)             | 43             |
| США (Billboard Hot Country Songs)   | 1              |

### Итоговые годовые чарты
| Чарт (2012)                  | Позиция |
| ---------------------------- | ------- |
| US Country Songs (Billboard) | 36      |

### Сертификации
| Регион                                                                      | Сертификация | Продажи   |
| --------------------------------------------------------------------------- | ------------ | --------- |
| США (RIAA)                                                                  | Платиновый   | 1 000 000 |
| Данные о продажах + прослушиваниях приведены только на основе сертификации. |              |           |